# Bahnhof Deerfield Beach
Deerfield Beach ist ein Bahnhof im Regional- und Fernverkehr an der Eisenbahnstrecke von Mangonia Park zum Flughafen Miami. Er befindet sich in Deerfield Beach im Broward County, Florida.

## Geschichte
Der Bahnhof wurde ursprünglich 1926 von der Seaboard Air Line Railroad nach Plänen des Architekten Gustav Maass im mediterranen Baustil errichtet. Am 5. April 1990 wurde er in das National Register of Historic Places aufgenommen.

## Anbindung
In Deerfield Beach halten sowohl die Regionalzüge der Tri-Rail als auch die Fernzüge der Amtrak. Im Nahverkehr wird die Station von Bussen der Broward County Transit bedient. Der Bahnhof befindet sich direkt westlich der Interstate 95 sowie südlich der Florida State Road 810.
Schiene
| Linie         | Laufweg                                                                                      |
| ------------- | -------------------------------------------------------------------------------------------- |
| Silver Star   | Miami Airport – ... – Fort Lauderdale – Deerfield Beach – Delray Beach – ... – New York City |
| Silver Meteor | Miami Airport – ... – Fort Lauderdale – Deerfield Beach – Delray Beach – ... – New York City |
|               | Miami Airport – ... – Pompano Beach – Deerfield Beach – Boca Raton – ... – Mangonia Park     |

Broward County Transit
| Nummer | Verlauf                                                                          | Karte               |
| ------ | -------------------------------------------------------------------------------- | ------------------- |
| 48     | Hillsboro Boulevard an der US 441 ↔ Deerfield Beach Pier via Hillsboro Boulevard | Karte (PDF; 463 kB) |